# Darko Pavićević
Darko Pavićević (cirill betűkkel: Дарко Павићевић; Podgorica, 1986. december 27. –) montenegrói labdarúgó.
2006 júliusában került a Mladost Podgoricához, ahol egészen 2007 júniusáig játszott. 2007 nyarán az Grbalj együtteséhez szerződött. A bajnokságot a 4. helyen zárták, így az Intertotó-kupában indultak, ahol  a bosnyák Celik Zenica ellen. Pavićević mindkét mérkőzésen gólt szerzett. 
Sikeres próbajáték után 2008. július 14-én 3 éves szerződést írt alá a Zalaegerszeg együttesénél. 2011-ben meghosszabbította a szerződését a klubbal 2013 végéig. 2014-ben szóbahozták az Újpest csapatával, de végül a Kecskeméthez igazolt.  2014. december 13-án szerződést bontott a Kecskeméttel. 
2015. július 6-án aláírt az albán Vllaznia csapatához. 2015. október 17-én megszerezte első gólját a csapatban a KF Tërbuni elleni bajnoki mérkőzésen.
2016. július 1-jén csatlakozott az osztrák FC Deutschkreutz csapatához.
2016. október 3. óta klub nélküli, de a Transfermarkt oldala szerint még nem jelentette be a visszavonulását.

## Sikerei, díjai
ZTE
- Magyarkupa-döntős: 2010